# Łęknica
Łęknicaⓘ (em alemão: Lugknitz, em sorábio: Wjeska, 1945–1946 Lubanica) é um município no oeste da Polônia. Pertence à voivodia da Lubúsquia, no condado de Żary, no rio Neisse.
Historicamente, Łęknica fica na Alta Lusácia. De 1975 a 1998, a cidade pertenceu administrativamente à voivodia de Zielona Góra.
Estende-se por uma área de 16,4 km², com 2 364 habitantes, segundo o censo de 31 de dezembro de 2021, com uma densidade populacional de 144,1 hab./km².
Originalmente um município independente (Lugknitz), foi anexado a Bad Muskau em 31 de março de 1940, após o que foi seu distrito da margem direita do rio Neisse até 1945.

## História

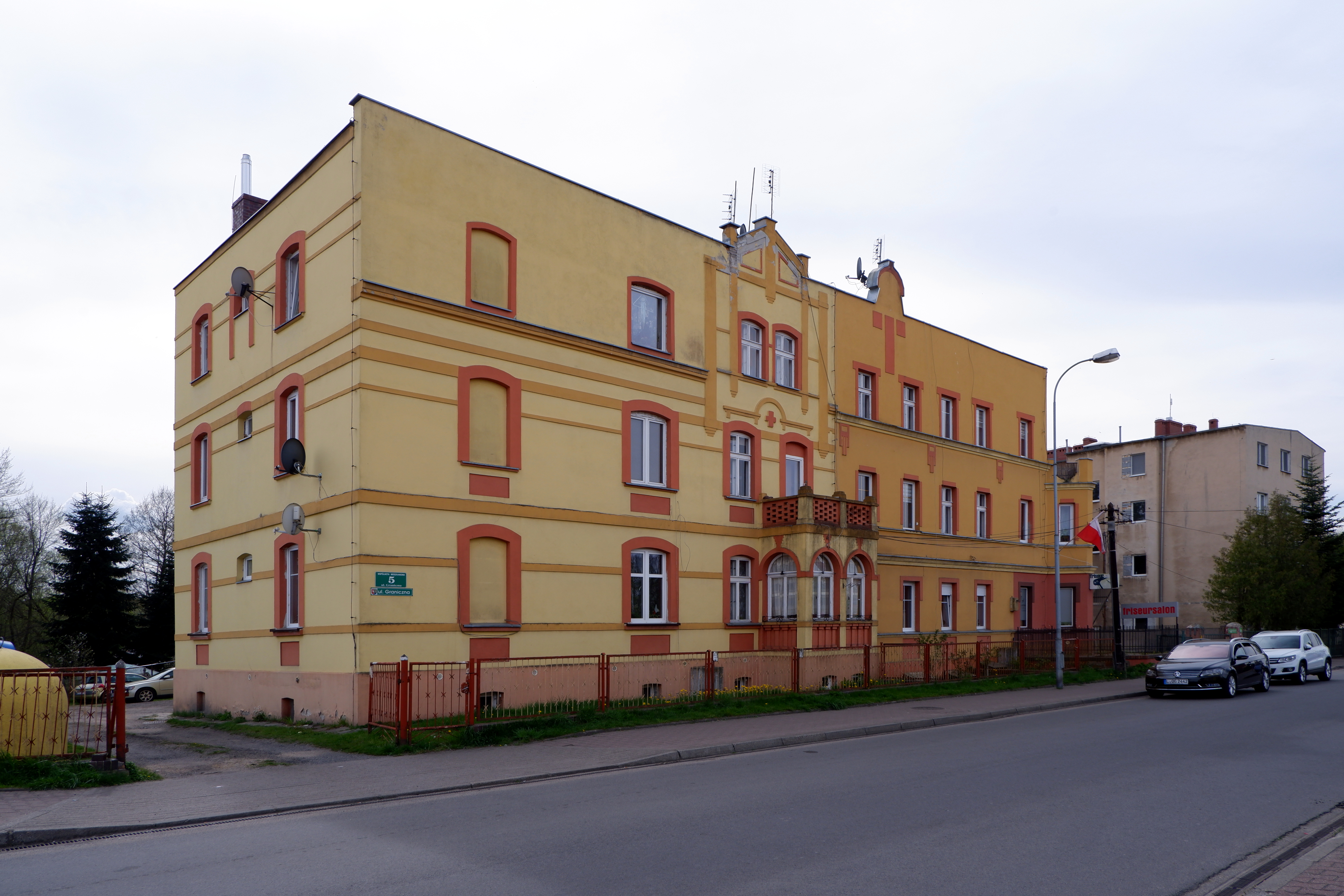
Sobrados na rua Graniczna

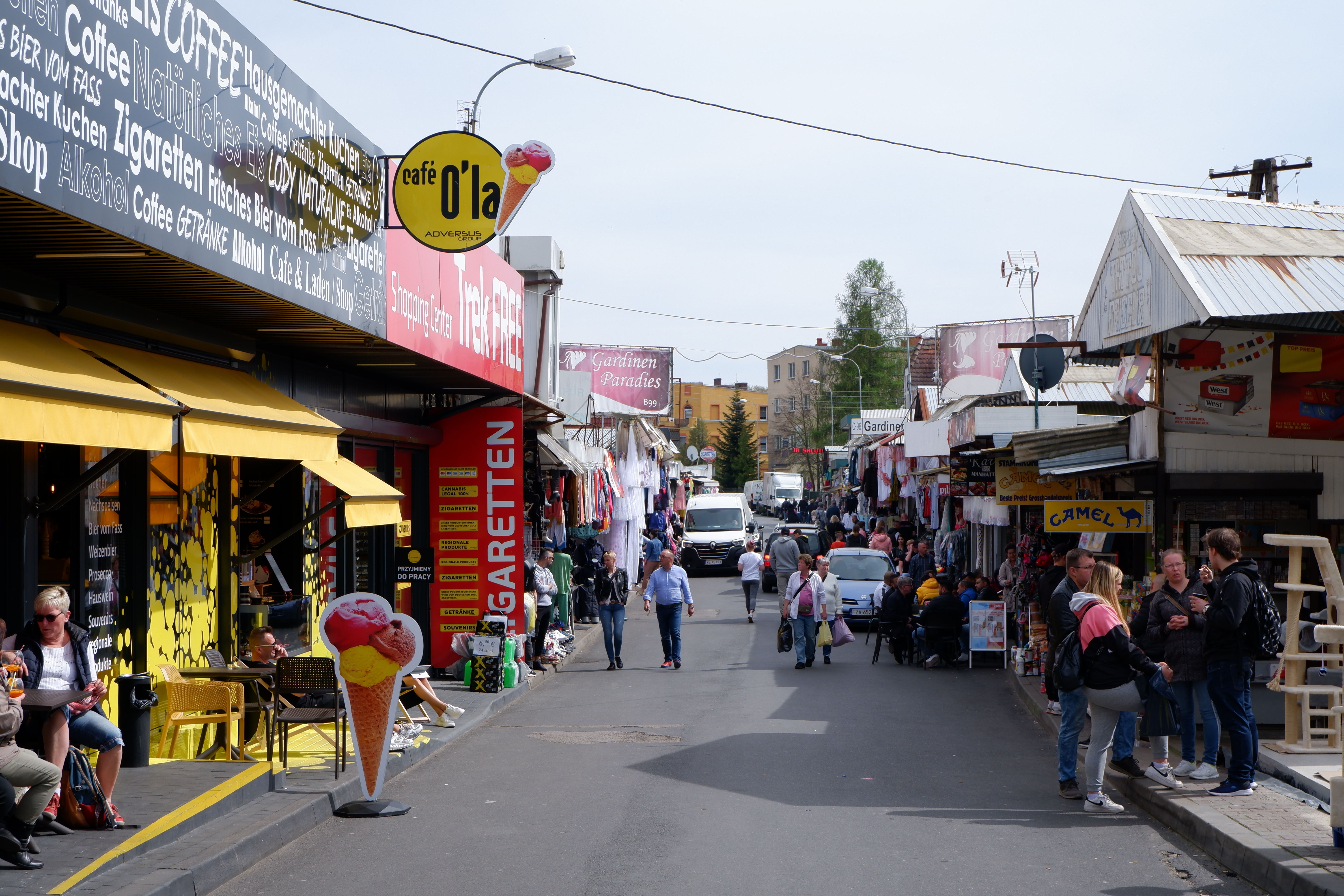
Mercado de fronteira Polenmarkt

A história de Łęknica está ligada à cidade alemã de Bad Muskau. Muskau recebeu direitos de cidade em 1452; ao longo dos séculos, foi repetidamente destruída por incêndios e inundações. O centro de Muskau ficava na margem oeste do rio Neisse, com prados, terras agrícolas e florestas que se estendiam para o leste. Na fronteira com esse lado do Muskau havia um assentamento chamado Wendyjska Wieska, mais tarde Luknić e Lugnitz, que deu origem à Łęknica do pós-guerra.
Em 31 de março de 1940, Lugknitz foi incorporada a Muskau, tornando-se seu distrito da margem direita.
As tropas alemãs foram expulsas da cidade em 22 de fevereiro de 1945 pelas tropas do 52.º Exército da Primeira Frente Ucraniana. Após o estabelecimento da fronteira polonesa-alemã no rio Neisse, Łęknica (originalmente chamada Lubanicą) tornou-se uma cidade independente sem direitos municipais. Os destacamentos poloneses das Forças de Proteção de Fronteira (WOP) começaram a desempenhar funções na fronteira a partir do outono de 1945. Em 1946, a torre de vigia da 22.ª WOP do Comando da 5.ª Seção estava localizada aqui. A cidade foi 70% destruída durante a guerra. Também houve uma destruição significativa das instalações industriais: os poços da mina de lignito “Babina” (40%), uma fábrica de vidro (30%) e uma fábrica para a produção de tijolos de construção — telhas (50%).
Os colonos militares foram os primeiros habitantes da cidade e, após sua desminagem por uma unidade de sapadores em setembro de 1945, novos colonos começaram a chegar das províncias centrais da Polônia. Os poloneses que retornavam dos trabalhos forçados também se instalaram aqui. Os repatriados da França e da Bélgica também ficaram na cidade. Como parte da repatriação da União Soviética, dezoito famílias vieram para Łęknica em 1958.
A aldeia mudou de nome várias vezes: entre 1945 e 1947 era Łuknica, e depois Ługnica e Łęknice. Ela recebeu o nome de Łęknica em 1956. A estação ferroviária foi chamada de Muskau Ocidental até o final da década de 1960. Na época das mudanças administrativas, até 1950, como vila (com o condado de Żary), fazia parte da voivodia da Breslávia. Até 1954, pertencia à comuna de Niwica, a partir de 1955 era a sede da gromada de Łęknica, e em 1956 foi renomeada como assentamento. Em 1 de janeiro de 1969, por uma decisão do Conselho Nacional Provincial, foram concedidos os direitos de cidade.
Em 2 de julho de 2004, o Comitê do Patrimônio Mundial reconheceu por unanimidade o Parque Muskauer, localizado na comuna, como Patrimônio Mundial da UNESCO.

## Monumentos históricos

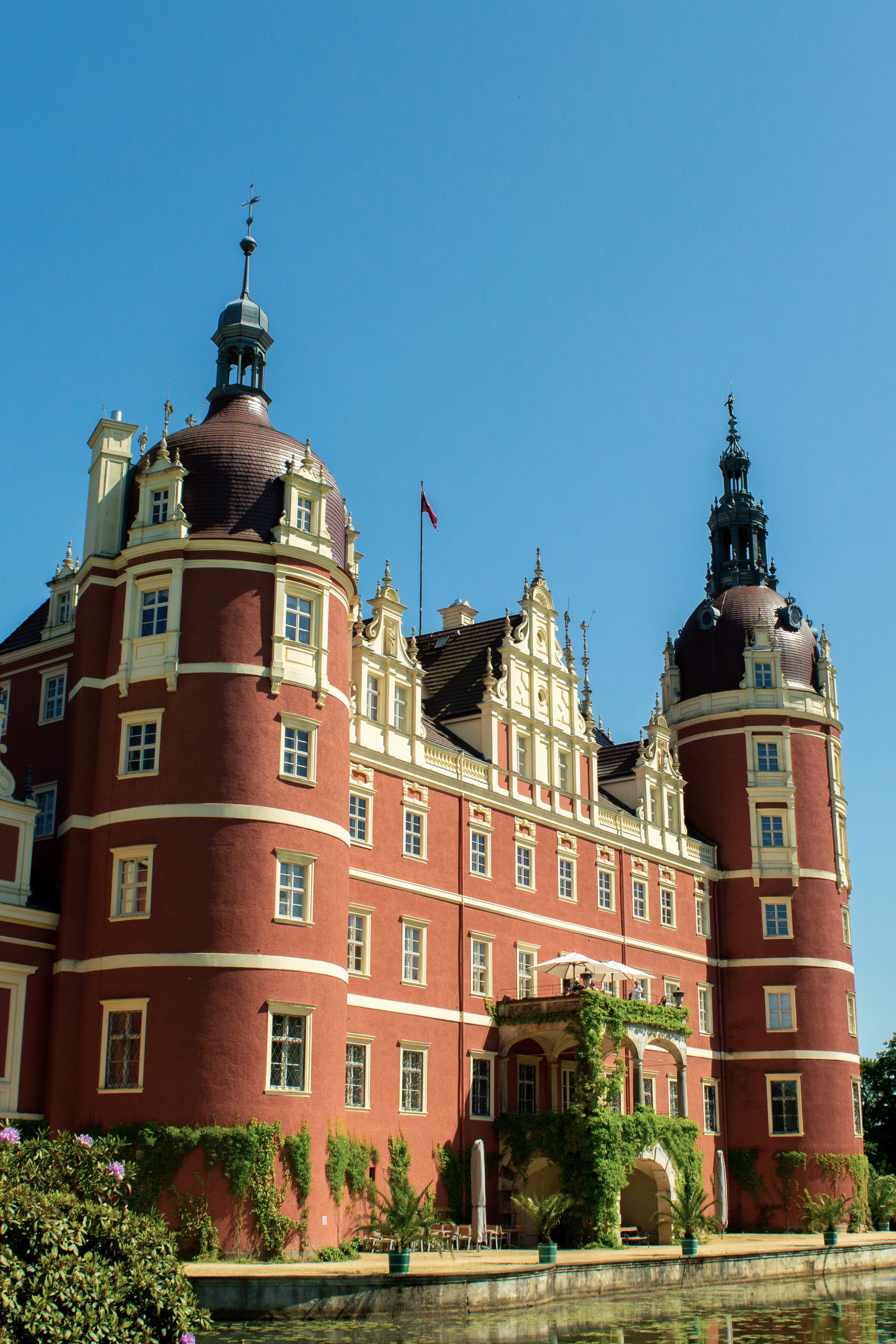
Castelo no lado alemão do parque

Listados no registro provincial de monumentos estão:
- Complexo do Parque Muskauer,[18] datado de 1815 a 1845, inscrito na Lista do Patrimônio Mundial da UNESCO em 2004: como o 12.º local na Polônia:[16]
  - Parque paisagístico
  - Parque ao ar livre “pola Bronowickie” (Campos de Bronowickie)
- Complexo do palácio “Belweder”, rua Wojska Polskiego, 2:[19]
  - Palácio, atualmente um centro cultural municipal, de 1925.
  - Parque, do século XIX, em 1925.

## Meio ambiente e preservação da natureza
Na comuna há, em parte, uma reserva natural Nad Młyńska Struga, que protege um conjunto de carvalhos e florestas ribeirinhas.
Além disso, árvores excepcionais crescem no Parque Muskauer. As maiores delas são carvalhos monumentais — o “Carvalho Odin” com uma circunferência de 854 cm (em 2011) e o “Carvalho Tor”, com uma circunferência de 715 cm (em 2015).)
A área da comuna de Łęknica faz parte do parque paisagístico polaco-alemão “Łuk Mużakowa” (Arco de Muskauer). Um dos quatro geoparques transfronteiriços do mundo incluídos pela UNESCO na Lista de Geoparques Mundiais.

## Estrutura da superfície
Conforme os dados de 2002, Łęknica tem uma área de 16,4 km², incluindo:
- Terras agrícolas: 11%
- Terras florestais: 65%.

A cidade é responsável por 1,18% da área do condado.

## Demografia
Conforme os dados do Escritório Central de Estatística da Polônia (GUS) de 31 de dezembro de 2022, Łęknica é uma cidade muito pequena com uma população de 2 277 habitantes (39.º lugar na voivodia da Lubúsquia e 831.º na Polônia), tem uma área de 16,43 km² (12.º lugar na voivodia da Lubúsquia e 385.º lugar na Polônia) e uma densidade populacional de 138,59 hab./km² (42.º, penúltimo lugar na voivodia da Lubúsquia e 904.º lugar na Polônia). Nos anos 2002–2021, o número de habitantes diminuiu 12,0%.
Os habitantes de Łęknica constituem cerca de 2,41% da população do condado de Żary, constituindo 0,23% da população da voivodia da Lubúsquia.
| Descrição                         | Total      | Total     | Mulheres   | Mulheres  | Homens     | Homens    |
| --------------------------------- | ---------- | --------- | ---------- | --------- | ---------- | --------- |
| unidade                           | habitantes | %         | habitantes | %         | habitantes | %         |
| população                         | 2 277      | 100       | 1 170      | 51,4      | 1 107      | 48,6      |
| área                              | 16,43 km²  | 16,43 km² | 16,43 km²  | 16,43 km² | 16,43 km²  | 16,43 km² |
| densidade populacional (hab./km²) | 138,59     | 138,59    | 71,24      | 71,24     | 67,35      | 67,35     |

## Comunidades religiosas
- Igreja de Deus em Cristo:
  - Centro Cristão “Sem Fronteiras”[30]
- Igreja Católica de Rito Latino:
  - Paróquia de Santa Bárbara[31]
- Testemunhas de Jeová:

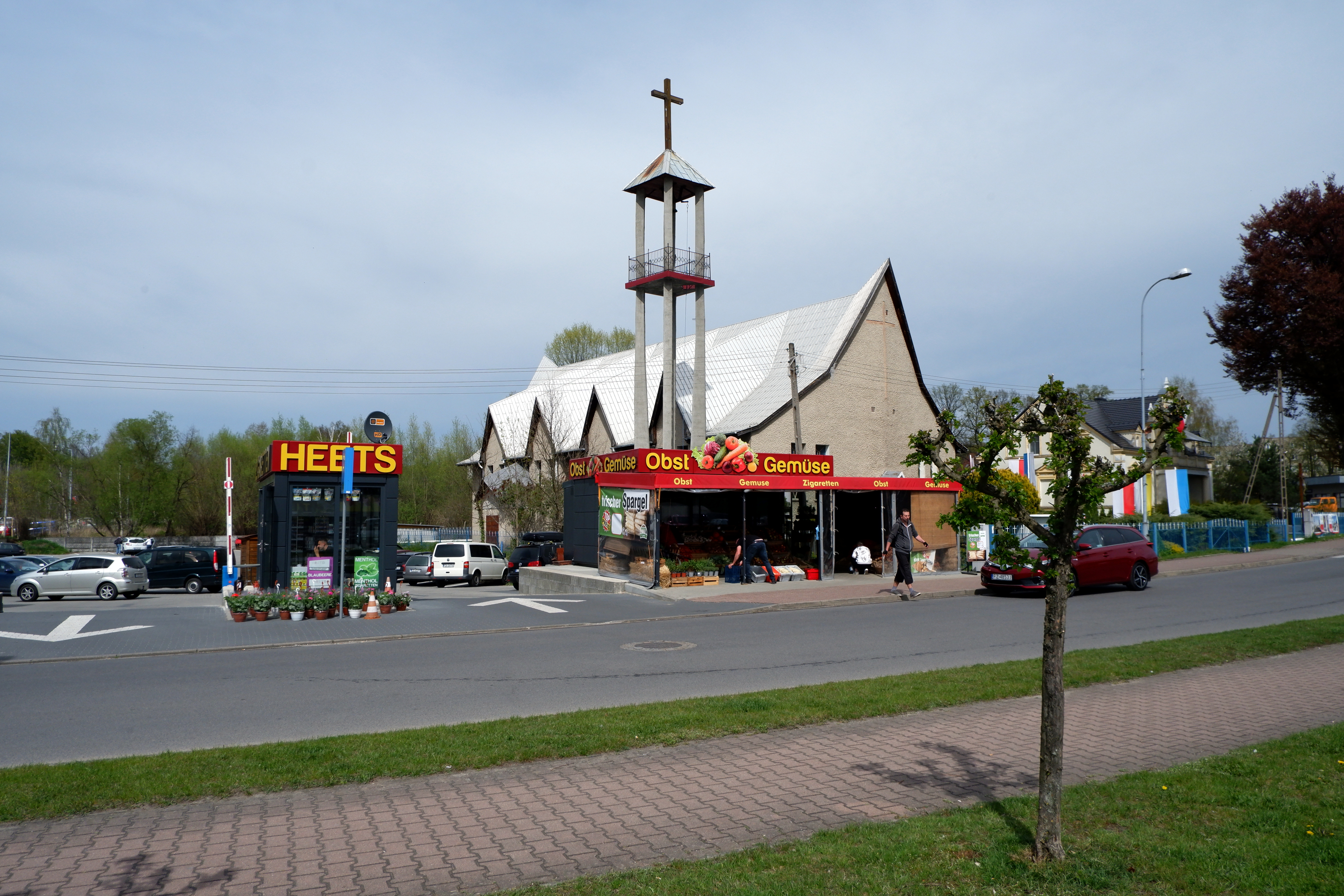
Igreja de Santa Bárbara

  - Igreja em Łęknica (Salão do Reino Tuplice rua Cmentarna 6)

## Transporte

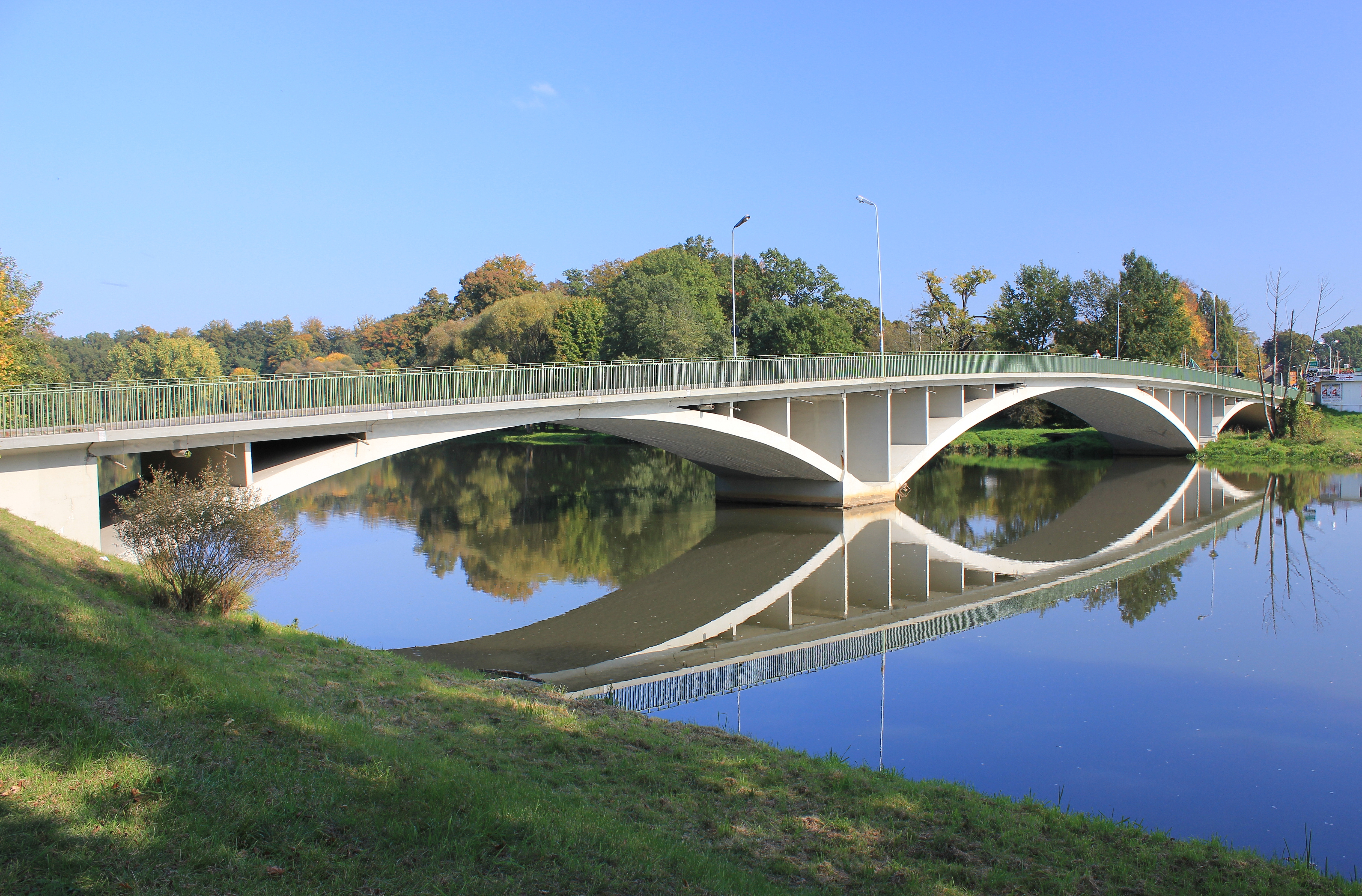
Ponte de fronteira

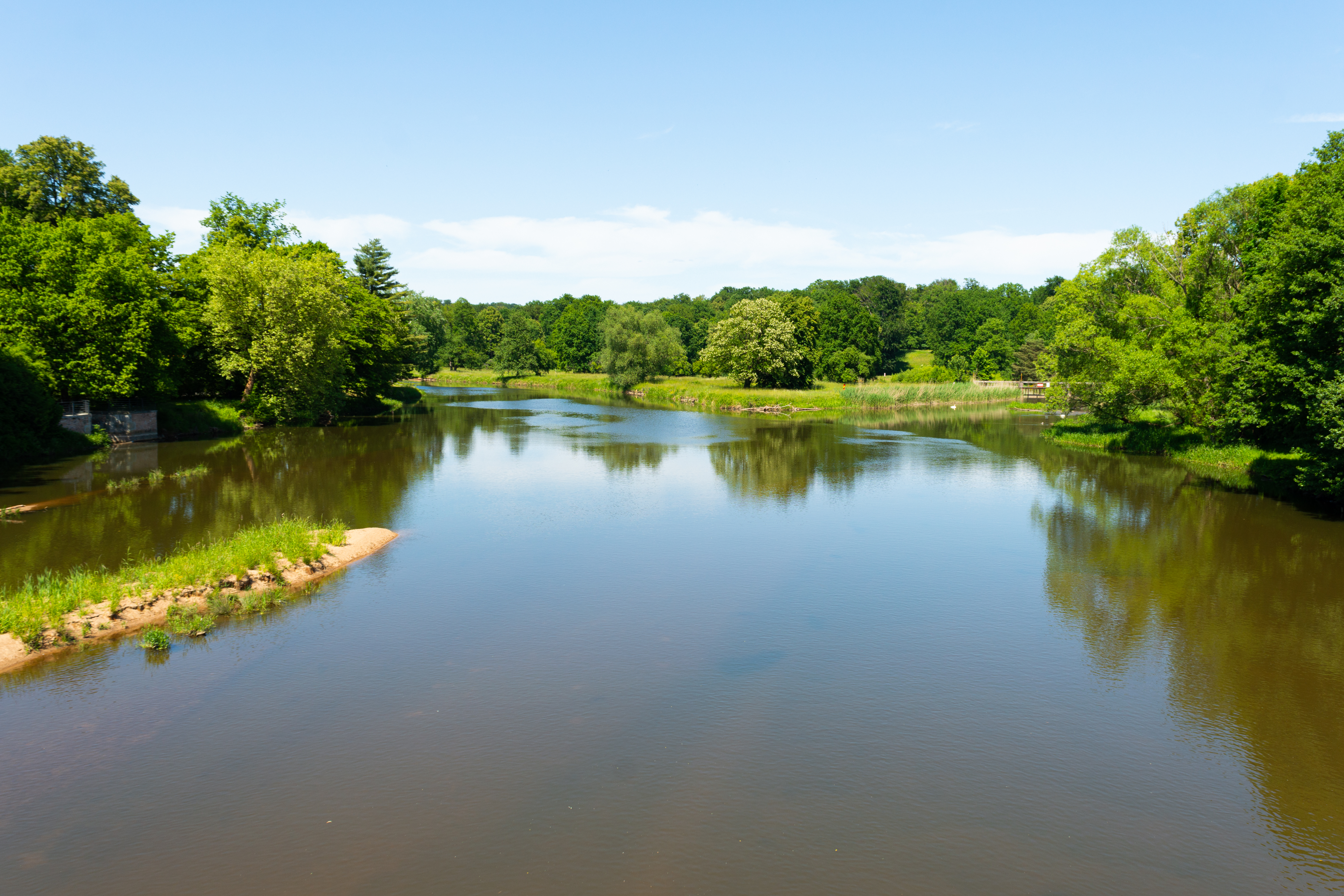
Rio Neisse em Łęknica

Por Łęknica passava a estrada nacional n.º 12, que levava ao cruzamento da fronteira Łęknica-Bad Muskau, na fronteira com a Alemanha.
Para movimentar o tráfego de trânsito intenso para fora de Łęknica, no lado polonês, e Bad Muskau, no lado alemão, foi construído um desvio. Isso inclui uma seção da estrada nacional n.º 12, que passa ao longo dos arredores sul, sudeste e leste de Łęknica, uma nova ponte de fronteira sobre o rio Neisse e uma nova seção de estrada no lado alemão, perto da cidade de Krauschwitz. Em 22 de dezembro de 2011, foi inaugurado o desvio da cidade e, anteriormente, em 17 de outubro, uma nova ponte sobre o rio Neisse, na direção de Krauschwitz. 

## Esporte
Desde 1947, existe um clube de futebol em Łęknica chamado Clube Esportivo de Łęknica, que joga na temporada 2023/2024 na classe distrital, grupo Zielona Góra. O time joga suas partidas em casa no Estádio Municipal de Łęknica.

## Comunas vizinhas
- Comuna de Przewó
- Comuna de Trzebiel

A cidade é adjacente à Alemanha.